# Liberty (wieś)
Liberty – wieś w Stanach Zjednoczonych, w stanie Nowy Jork, w hrabstwie Sullivan.